# Ponte della Maddalena
Die Ponte della Maddalena (ital. für „Magdalenenbrücke“), auch bekannt als Ponte del Diavolo (ital. für „Teufelsbrücke“), ist eine Steinbogenbrücke aus dem 14. Jahrhundert über den Fluss Serchio in der Nähe der Ortschaft Borgo a Mozzano in der italienischen Provinz Lucca.

## Geschichte

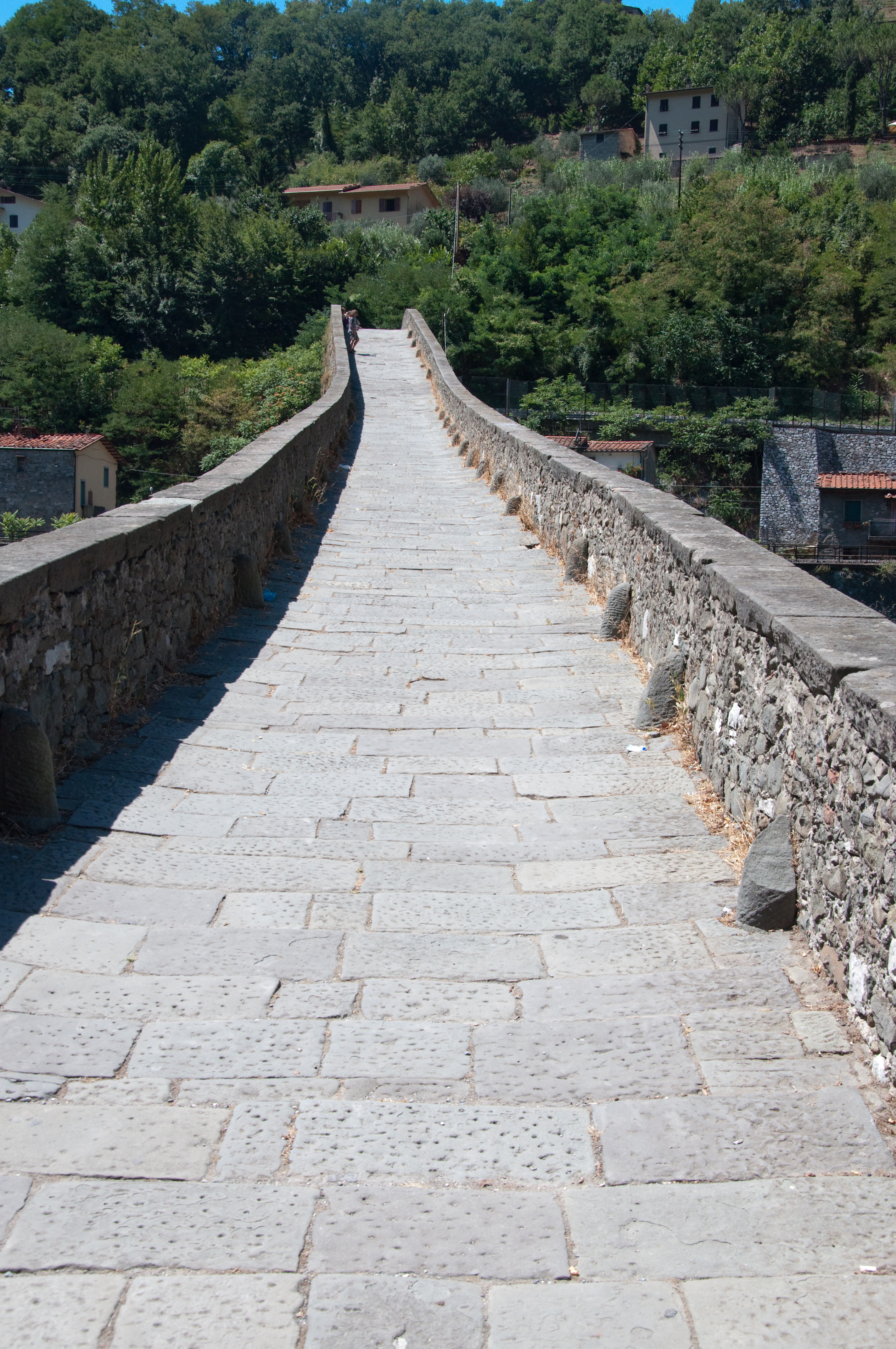
Weg über die Brücke

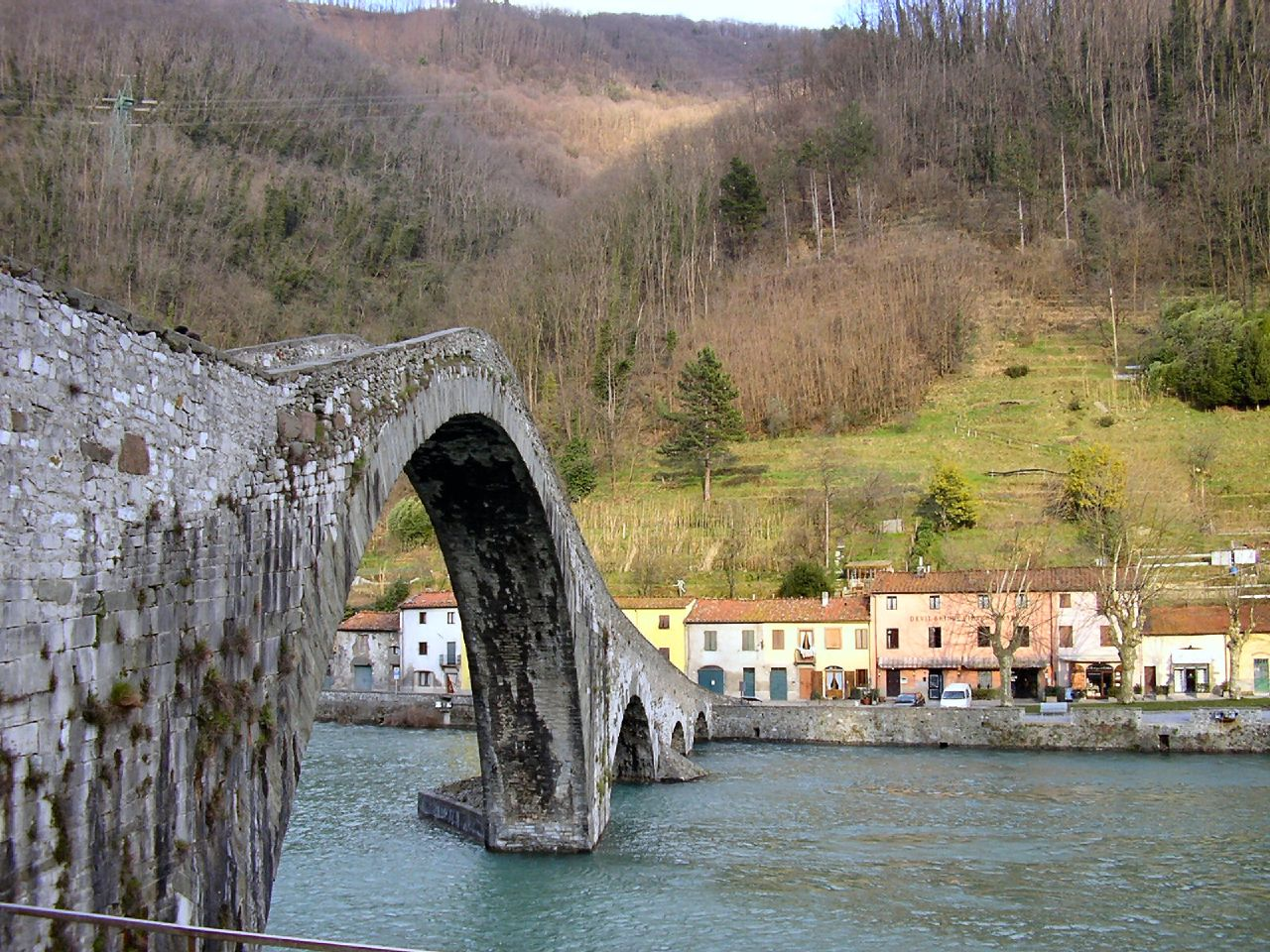
Ansicht vom Westufer

Einer Legende nach soll Mathilde von Tuszien, die Gräfin der Toskana, den Bau veranlasst haben.
Eine erste Brücke an dieser Stelle wurde von 1052 bis 1115 erbaut. Im 13. Jahrhundert wurde diese unter Castruccio Castracani erheblich erweitert, wodurch ihre charakteristische Form mit dem großen Bogen entstand. Der Name der Brücke leitet sich aus einer um 1500 errichteten Ädikula mit der Statue von Maria Magdalena ab, die aber heute nicht mehr vorhanden ist. Die Brücke wurde über die Jahrhunderte immer wieder renoviert. Bereits 1670 erließ die Republik von Lucca ein Gesetz, das den Transport von Mühlsteinen über die Brücke verbot, um sie nicht zu beschädigen.
Die Brücke war Teil der Via Francigena, die Pilger vom Frankenreich her auf ihrem Weg nach Rom zur Grabstätte der Apostel Petrus und Paulus nutzten.
Durch den Bau der Bahnstrecke Aulla Lunigiana–Lucca zu Beginn des 20. Jahrhunderts musste ein Brückenbogen auf der westlichen Seite beigefügt werden. Die Brücke hat seitdem dort eine weitere Erhebung, um eine Durchfahrt der Eisenbahn zu ermöglichen.

## Legende
Der Name Ponte del Diavolo stammt von einer Legende, die in verschiedenen Varianten erzählt wird. Am häufigsten wird eine Version zitiert, die sich auf den Bau der Brücke bezieht, der Julianus Hospitator übertragen worden sei. Die Arbeiten stellten sich aber bereits zu Beginn als schwierig heraus. Der Auftragnehmer wurde sich schnell darüber bewusst, dass er die Brücke nicht zum vereinbarten Termin würde fertigstellen können, und er war der Verzweiflung nahe. Als er eines Abends alleine am Ufer des Serchio saß, erschien ihm der Teufel. Dieser bot ihm an, die Brücke in einer Nacht fertigzustellen unter der Bedingung, dass er als Lohn die Seele des ersten über die Brücke schreitenden erhalten würde. Der Pakt wurde geschlossen, und der Teufel hob in einer Nacht das Gewölbe des großen Bogen mit seiner Gabel an. Der Erbauer hatte Gewissensbisse und beichtete einem Priester seinen Pakt. Dieser riet ihm, diesen einzuhalten und vorsichtshalber zuerst ein Schwein über die Brücke zu treiben. Am nächsten Tag verweigerte deshalb der Erbauer den Leuten den Zugang und trieb zuerst das Schwein über die Brücke. Die Legende besagt, dass der Teufel über diese List so wütend war, dass er sich von der Brücke in die Serchio warf und sich in der Gegend nie mehr blicken ließ.

## Bauwerk
Die 95 m lange Brücke überspannt den Fluss mit einem Hauptbogen von 37,8 Metern Spannweite und drei kleineren Bögen. Diese haben vom Ostufer des Serchio aufsteigend die Spannweiten 8,35 m, 10 m und 14,5 m. Der Hauptbogen ist 18,5 m hoch, die kleineren Bögen haben Höhen von 4 m, 5 m und 7 m. Auf der Westseite des Hauptbogens schließt sich der Durchlass für die Eisenbahnlinie an. Die nur 3,7 m breite Brücke folgt dem Höhenverlauf der Bögen und verleiht der Brücke durch den sehr hohen Hauptbogen ihr charakteristisches Erscheinungsbild.